# Liste des routes du Yukon
La liste des routes du Yukon répertorie les routes territoriales du territoire du Yukon, au Canada.

## Liste
Le tableau suivant présente les principales caractéristiques du réseau routier territorial. 
| Numéro | Nom                      | Depuis                                     | Jusqu'à                                 | Longueur  | Notes                                               |  |
| ------ | ------------------------ | ------------------------------------------ | --------------------------------------- | --------- | --------------------------------------------------- |  |
|        | Route de l'Alaska        | Dawson Creek - Colombie-Britannique        | Fairbanks - Alaska                      | 2 451 km  | Continue sur la Alaska 2 et Colombie-Britannique 97 |  |
|        | Klondike Highway         | Skagway - Alaska                           | Dawson City - Yukon                     | 705 km    | Continue sur la Alaska 98                           |  |
|        | Haines Highway           | Haines - Alaska                            | Haines Junction - Yukon                 | 245 km    | Continue sur la Alaska 7                            |  |
|        | Robert Campbell Highway  | Watson Lake                                | Carmacks                                | 583 km    |                                                     |  |
|        | Dempster Highway         | Flat Creek                                 | Frontière des Territoires du Nord-Ouest | 465 km    | Continue sur la Territoires du Nord-Ouest 8         |  |
|        | Canol Road               | Johnsons Crossing                          | Frontière des Territoires du Nord-Ouest | 451 km    |                                                     |  |
|        | Atlin Road               | Atlin - Colombie-Britannique               | Tagish Road                             | 175 km    |                                                     |  |
|        | Tagish Road              | Jake's Corner                              | Carcross                                | 53 km     |                                                     |  |
|        | Top of the World Highway | West Dawson                                | Frontière de l'Alaska                   | 127 km    | Continue sur la Alaska 5                            |  |
|        | Nahanni Range Road       | Cantung Junction (Robert Campbell Highway) | Frontière des Territoires du Nord-Ouest | 200 km    |                                                     |  |
|        | Silver Trail             | Mayo, Elsa, Keno City                      | Stewart Crossing                        | 51 km     |                                                     |  |
|        | Route Stewart-Cassiar    | Upper Liard                                | Kitimat                                 | 874,76 km | Se connecte à la route 16 à Kitwanga                |  |